# Jacqueline de Jong
Jacqueline de Jong, née le 3 février 1939 à Hengelo et morte le 29 juin 2024 à Amsterdam, est une peintre, sculptrice et graphiste néerlandaise.
Elle anime la section néerlandaise de  l'Internationale situationniste. Elle participe aux événements de Mai 68.

## Biographie
Jacqueline de Jong est née dans la ville néerlandaise de Hengelo de parents juifs. Après une tentative d'évasion avortée en Angleterre, son père Hans reste à Amsterdam tandis que sa mère et elle se dirigent vers la Suisse, accompagnées du peintre néerlandais Max van Dam (nl). À la frontière, ils sont arrêtés par la police française, mais alors qu'ils s'apprêtent à être conduits dans le camp d'internement de Drancy, ils sont sauvés par la résistance, qui les aide à franchir la frontière,.
À leur retour aux Pays-Bas après la guerre, Jacqueline de Jong ne parle pas le néerlandais mais le suisse allemand. À partir de 1947, elle étudie à Hengelo et au lycée communal d'Enschede.
En 1957, elle se rend à Paris où elle travaille dans la boutique de Christian Dior, et elle étudie le français et le théâtre. Après son départ pour Londres au printemps 1958, elle étudie le théâtre à la Guildhall School of Music et Drame. Elle rentre à Amsterdam de septembre 1958 à 1961 et travaille pour le Stedelijk Museum, où elle côtoie l’art moderne. Lors d'un séjour à Londres en 1959, elle rencontre le peintre danois Asger Jorn, âgé de quarante-cinq ans et fondateur du groupe CoBrA, avec qui elle entame une relation.
Bien que n'ayant pas de formation artistique, Jacqueline De Jong a toujours peint. Durant les années 1960, elle produit des œuvres inspirées de l'art brut et de CoBrA.
Elle rejoint l'Internationale situationniste en 1960 et commence à participer à des conférences et au comité central. Après l'expulsion de Constant Nieuwenhuys et de son groupe, elle anime la section néerlandaise de l'International Situationniste. Elle n'accepte pas l'éviction de la section allemande, connue sous le nom de Gruppe SPUR. Elle décide de démissionner. La fracture entre les partisans de Guy Debord et la Deuxième Internationale situationniste se fait de plus en plus importante. Toutefois, elle refuse de rejoindre l'une ou l'autre faction, affirmant que les gens doivent se comporter en situationnistes.
Entre 1962 et 1968, elle édite et publie The Situationist Times  impliquant Gaston Bachelard, Roberto Matta, Wifredo Lam et Jacques Prévert dans ce projet. En 1968, elle est à Paris, imprimant et distribuant des affiches révolutionnaires,.
Depuis ses débuts en tant que peintre, sculptrice et graphiste, elle expose dans toute l'Europe et les États-Unis. Elle réalise des peintures murales pour la mairie d'Amsterdam et une installation de séparation pour la Nederlandse Bank.
En 1970, elle quitte Asger Jorn et s'installe à Amsterdam avec Hans Brinkman pour devenir galeriste et organisatrice d'expositions et de foires internationales. Ils divorcent en 1989. À partir de 1990, elle a pour compagnon l'avocat Thomas H. Weyland (Tom 1931-2009). À partir de 1995, Tom Weyland fait partie du comité de rédaction de la Revue internationale des biens culturels (de Gruyter Berlin-New York). Ils se marient en 1998 à Airopolie, en Grèce. Ils donnent plusieurs conférences sur le « droit intellectuel, droit d'auteur, et le détournement et la modification de ce droit » aux Pays-Bas et au Royaume-Uni. En 1996, ils achètent une propriété dans le Bourbonnais, en France, où elle a son potager et cultive des pommes de terre qui deviennent objet d'art.
En 2003, une exposition rétrospective de son travail, Jacqueline de Jong, Undercover in de kunst - in art est présentée au musée d'art contemporain Cobra à Amstelveen, aux Pays-Bas  et au KunstCentret Silkeborg Bad Denmark, tandis qu'une monographie est publiée dans l'édition Underder in Kunst / Art Art Ludion, Belgique .
Avec Tom Weyland, elle crée début 2009 la Fondation Weyland de Jong. Son objectif principal est de soutenir les artistes d'avant-garde de toutes les disciplines, les architectes et les scientifiques des arts ayant atteint l'âge de 50 ans et plus.
Ses archives sont achetées par la bibliothèque Beinecke Rare Book & Manuscript de l'université Yale aux États-Unis («The de Jong Papers») en 2011.
Une exposition à l'occasion du cinquantième anniversaire de The Situationist Times (1962-2012) est organisée à New York à la Boo-Hooray Gallery, à la bibliothèque Beinecke (Yale) et à Paris à la Librairie Lecointre-Drouet en 2012[réf. nécessaire].
En 2018, une première rétrospective présente son travail en France, aux Abattoirs à Toulouse.
En 2021, l'exposition The Ultimate Kiss est présentée au centre culturel consacré à l’Avant-garde, le Wiels à Bruxelles.
Elle vivait aux Pays-Bas et en France.

## Style artistique
Dans la seconde moitié des années 1960, les peintures de Jacqueline de Jong deviennent plus en plus figuratives comme la série Peintures accidentelles (1964), Peintures suicidaires (1965) et l'ironique La vie secrète des cosmonautes (1966). Dans les années 1970, elle peint des portraits plus conventionnels aux cadrages serrés.
Le travail de Jacqueline de Jong combine humour, érotisme, violence et engagement politique. Il traverse diverses mouvements artistiques, fait des emprunts à la culture populaire, au cinéma et à l'illustration, tout en développant un style personnel.

## Prix et distinctions
- 2019 : Prix d'honneur AWARE[15],[16].

## Publication
- Jacqueline de Jong, Undercover In the Arts, Ludion, 2003